# Lista de países por produção de prata
Esta é uma lista de países por produção de prata, baseada nas estatísticas de 2016 do Serviço Geológico dos Estados Unidos.
| Rank | País/Região    | Produção de Prata (Toneladas) |
| ---- | -------------- | ----------------------------- |
| -    | Mundo          | 25112                         |
| 1    | México         | 5278                          |
| 2    | Peru           | 4187                          |
| 3    | China          | 3186                          |
| 4    | Chile          | 1363                          |
| 5    | Rússia         | 1321                          |
| 6    | Austrália      | 1236                          |
| 7    | Bolívia        | 1233                          |
| 8    | Polónia        | 1091                          |
| 9    | Estados Unidos | 1003                          |
| 10   | Argentina      | 850                           |
| 11   | Guatemala      | 762                           |
| 12   | Cazaquistão    | 504                           |
| 13   | Suécia         | 464                           |
| 14   | Índia          | 396                           |
| 15   | Canadá         | 368                           |
| 16   | Indonésia      | 317                           |
| 17   | Marrocos       | 286                           |
| 18   | Turquia        | 158                           |
| 19   | Alemanha       | 130                           |
| 20   | Irão           | 102                           |
|      | Resto do Mundo | 864                           |

Fonte: United States Geological Survey Mineral Resources Program 2016